# 喬治·羅登巴克
喬治·羅登巴克（法語：Georges Rodenbach；1855年7月16日—1898年12月25日）是比利時象徵主義詩人、小說家，代表作是『死都布魯日』。

## 著作一覽
- 死都布魯日
- 寂靜

等

## 外部連結
- Georges Rodenbach的作品  - 古騰堡計劃